# Quân vận Việt Nam Cộng hòa
Quân vận (1951-1975), là một đơn vị chuyên ngành trong Quân lực Việt Nam Cộng hòa, ngành này thuộc quyền điều hành trực tiếp của Tổng cục Tiếp vận và trực thuộc Bộ Tổng Tham mưu. Ngành Quân vận có nhiệm vụ vận chuyển tất cả các thành phần quân cụ, khí cụ... và là phương tiện chủ yếu để vận chuyển quân nhân mọi thành phần trong Quân đội, đặc biệt di chuyển các đơn vị tác chiến thay đổi vùng miền hoạt động v. v... Tóm lại, trong Quân đội không thể thiếu ngành Quân vận. Ngành đã phát triển cùng với sự lớn mạnh của Quân lực, luôn sẵn sàng và kịp thời hỗ trợ Quân đội. Ngành đã luôn hoàn thành tốt trách vụ được Bộ Tổng tham mưu giao phó cho đến ngày Quân lực Việt Nam Cộng hòa tan rã vào cuối tháng 4 năm 1975.
Thánh Tổ: vua Quang Trung

## Lịch sử hình thành
Ngày 1 tháng 5 năm 1951, mỗi Quân khu đều thành lập 1 Đại đội Vận tải. Đơn vị này là tiền thân của Ngành Quân vận sau này.
Đến năm 1954, toàn ngành hình thành cơ quan đầu não có danh xưng mới là Bộ chỉ huy Xa binh, trực thuộc Bộ Tổng tham mưu Quân đội Quốc gia. Đến giữa năm 1956, Bộ chỉ huy Xa binh được đổi tên thành Bộ chỉ huy Thông vận binh, trực thuộc Bộ Tổng Tham mưu Quân đội Việt Nam Cộng hòa.
Trung tuần tháng 6 năm 1964, một lần nữa ngành được đổi thành Nha Quân vận và vị sĩ quan trách nhiệm điều hành toàn ngành được gọi với chức danh Giám đốc. Đến tháng 11 cùng năm, khi Tổng cục Tiếp vận được thành lập, ngành được đổi tên lần cuối cùng thành Cục Quân vận, trực thuộc Tổng cục Tiếp vận trong Bộ Tổng Tham mưu và chức danh Giám đốc đổi thành Cục trưởng.
- Cục Quân vận được tổ chức như sau:

A -Bộ Tham mưu gồm có:
-Cục trưởng, Cục phó, Phụ tá Cục trưởng và Tham mưu trưởng
B -Các sở:
-Nhân huấn, Chuyển vận, Tài chính, Khối Thanh tra và Phòng Chiến tranh Chính trị
C -Trực thuộc quyền chỉ huy và điều động của Cục Quân vận còn có:
-Hỏa xa quân đội
-Liên đoàn 10 vận tải
-Căn cứ chuyển vận Sài Gòn
-Giang đoàn 306 sửa chữa
D -Các Bộ chỉ huy Quân vận Vùng:
-Quân vận 1 tại Đà Nẵng
-Quân vận 2 tại Quy Nhơn
-Quân vận 3 tại Nha Trang
-Quân vận 4 tại Cần Thơ
-Quân vận 5 tại Long Bình, Biên Hòa

## Giám đốc, Cục trưởng qua các thời kỳ
| Stt | Họ và tên                                       | Cấp bậc  | Chức vụ                                                           | Tại Chức  | Chú thích |
| --- | ----------------------------------------------- | -------- | ----------------------------------------------------------------- | --------- | --- |
| 1   | Trần Văn Xội Võ bị Địa phương Nam Việt Vũng Tàu | Thiếu tá | Chỉ huy trưởng (1954-1964) Giám đốc (1964) Cục trưởng (1964-1972) | 1954-1972 | Là chỉ huy trưởng với thời gian lâu nhất. Trong thời gian tại nhiệm, được thăng cấp Trung tá (1962), Đại tá (1968). Năm 1972, ông được giải ngũ. |
| 2   | Lê Quý Đỏ Võ bị Đà Lạt K5                       | Đại tá   | Cục trưởng                                                        | 1972-1973 | |
| 3   | Trần Thiện Thành                                | Đại tá   | Cục trưởng                                                        | 1973-1975 | |
| 4   | Nguyễn Tử Khanh Võ khoa Thủ Đức K1              | Đại tá   | Cục trưởng                                                        | 1975      | |